# Чернікув (Лодзинське воєводство)
Чернікув (пол. Czerników) — село в Польщі, у гміні Пйонтек Ленчицького повіту Лодзинського воєводства.
Населення — 147 осіб (2011).
У 1975-1998 роках село належало до Плоцького воєводства.

## Демографія
Демографічна структура станом на 31 березня 2011 року:
|          | Загалом | Допрацездатний вік | Працездатний вік | Постпрацездатний вік |
| -------- | ------- | ------------------ | ---------------- | -------------------- |
| Чоловіки | 77      | 11                 | 56               | 10                   |
| Жінки    | 70      | 13                 | 38               | 19                   |
| Разом    | 147     | 24                 | 94               | 29                   |